# Audun Boysen
Audun Boysen (ur. 10 maja 1929 w Bjarkøy, zm. 2 marca 2000 w Oslo) – norweski lekkoatleta, specjalizujący się w biegu na 800 metrów.
W 1954 roku wywalczył srebrny medal w mistrzostwach Europy w Bernie.
W 1956 roku podczas igrzysk olimpijskich w Melbourne zdobył brązowy medal.
2 lata później uplasował się na 2. miejscu w mistrzostwach Europy w Sztokholmie.
Trzykrotnie ustanawiał rekordy świata w biegu na 1000 m (ostatni w 1955 roku – 2:19,0).
Był rekordzistą Norwegii w biegu na 800 m (1:45,9). Jego rekord został pobity dopiero po 37 latach przez Atle Douglasa.

## Rekordy życiowe
- bieg na 800 metrów – 1:45,9 (1955)
- bieg na 1500 metrów – 3:44,2 (1954)